# 董仲升
董仲升（1899年2月16日—1976年3月7日），名诚钊、运钤，字仲升。浙江玉环县城南斗门头村人，中国共产党早期人物。

## 生平
1917年8月，考入温州浙江省立第十中学。1921年，与塘里盛氏完婚。同年毕业后，8月考入刘海粟创办的上海美术专科学校。但由于祖父、父亲及长兄相继病故，1923年1月他被迫退学，改为在玉环县环山小学任教。1924年8月，经介绍赴厦门大同学校任教。1927年1月，到英属马来亚安频培华学校任教。1928年2月，改任教于马来亚峇眼华夏学校。1929年1月，返回中国，同年2月在环山小学任教。1930年1月，再去峇眼华夏学校任教。同年8月，转至马来亚太平振华学校任教。1932年，由于他积极参加反日宣传，被当地英国殖民政府驱逐出境。1933年2月，他转到荷属殖民地苏门答腊亚沙汉培善学校任教。同年8月，他再次返回环山小学任教。
1935年10月，玉环县设立民众教育馆（用旧孔庙为馆址），他担任馆长。1936年秋，庄竞秋将董仲升介绍给黄先河（时任中共浙南委员会委员）。在温州，黄先河介绍董仲升加入中国共产党。1936年至1937年，中共浙南委员会相继指派董仲升、黄耕夫抵达玉环筹建中共组织，并建立闽浙边抗日救亡干部学校。1936年12月，董仲升选派玉环董南才、杨炎宾、陈增佳、潘微宏、柯爱菊、吕平、朱荷香、胡义夫等人去平阳山门的闽浙边抗日救亡干部学校学习。1938年3月，学校结束，董南才、陈增佳两人随粟裕北上，其余等人返回玉环:36。1938年4月，他介绍从平阳学习归来的杨炎宾、吕平二人参加中国共产党，三人建立中共玉环支部。同年7月，中共温州中心县委书记黄先河派宣传部长林国挺到玉环，并改组玉环支部为中共玉环中心区委，董仲升仍任书记，吕平担任组织委员，杨炎宾为宣传委员:37。同年8月，受中共地下党安排，他出面担任环山镇镇长，但受到排挤后被迫辞职。由于他从事抗日活动，被玉环县县长方引之免去民众教育馆馆长职位。与此同时，由于日军封锁瓯江口，导致玉环与温州的海上交通中断，中国共产党浙南特别委员会决定将玉环党组织划归中共台属特委管辖。
不久，他受楚门东方中学校长林任望聘任，在学校里发展钱启敏、王咏樵、钱启厚等人加入中国共产党，并建立了党支部。当时，台属特委书记刘清扬和组织部长陈阜抵达玉环，改组为中共玉环县革命工作委员会，董仲升担任主任:46，期间他领导中共玉环县委党组织利用楚门陈愚亭、耿舜钦、林任望创建的东方小学，作为中共隐秘所。1939年10月，中共台属特委派陈方汀到玉环，召开扩大会议，主张与国民党做斗争，遭到了董仲升的反对:48。同年秋，由于他与叶克东参与活动，被玉环政府县长方引之传讯，被迫离开东方中学；董仲升被调出玉环。
1942年2月，再次担任环山小学任教。1943年2月，受聘在玉环简师任教直至1948年底。1949年2月，他在瑞安温州师范任教。同年7月，任玉环县立初级中学校长（楚门中学之前身）。1952年3月，调赴杭州参加华东淅江分校学习。同年8月，调永嘉中学任教。1954年2月，调平阳师范任教。1955年8月，在黄岩灵石中学任教。1956年，他被卷入肃反，被判一年有期徒刑。文化大革命期间，受到迫害。1976年3月7日，由于贫困相交去世。1984年10月2日，黄岩法院予以彻底改正，撤回此前判决。1987年1月，中共浙江省委发出文件，同意恢复他的党籍。